# Comuna Lukî, Sambir
Lukî (în ucraineană Луки) este o comună în raionul Sambir, regiunea Liov, Ucraina, formată din satele Cernîhiv, Lukî (reședința), Ostriv și Zahirea.

## Demografie
Componența lingvistică a comunei Lukî
     Ucraineană (99,77%)
     Alte limbi (0,2%)
Conform recensământului din 2001, majoritatea populației comunei Lukî era vorbitoare de ucraineană (99,77%), existând în minoritate și vorbitori de alte limbi.